# یونیورسال پیکچرز
یونیورسال پیکچرز (به انگلیسی: Universal Pictures) یا یونیورسال استودیوز یکی از پنج شرکت بزرگ فیلم‌سازی آمریکاست که حجم سرمایه‌گذاری و تنوع فعالیت‌هایش در شاخه‌های مختلف سرگرمی و رسانه، باور نکردنی است؛ وسعت فعالیتی که باعث شده بزرگ‌ترین مجموعه استودیوی آمریکا را در شهری به نام خودشان (یونیورسال سیتی) در کالیفرنیا در اختیار داشته باشند و علاوه بر این، آن‌ها خدمات خود را در استودیوهای دیگری در ارلاندو و فلوریدا به سازندگان فیلم و صاحبان صنایع تبلیغاتی نیز ارائه می‌دهند.
یونیورسال همچنین دارای یکی از بزرگ‌ترین شبکه‌های توزیع نمایش خانگی و البته یکی از مهم‌ترین برنامه سازان تلویزیونی در آمریکاست که محصولات و شوهای تلویزیونی خود را از طریق شبکه‌های کابلی در داخل و خارج از آمریکا به فروش می‌رساند.
در بسیاری از استودیوهای یونیورسال به روی عموم باز است و تورهای تفریحی متنوعی برای بازدیدکنندگان طراحی شده تا علاقه‌مندان بتوانند در نسخه‌ای جدی‌تر از دیزنی‌لند در استودیوهای ساخت بسیاری از معروف‌ترین فیلم‌های سینمایی قدم بزنند و شخصیت‌های محبوبشان را از نزدیک ببینند. محبوبیت این تورها به حدی زیاد است که یونیورسال دو پارک موضوعی یا اصطلاحاً «تم پارک» دیگر از این دست را در چین و اسپانیا تأسیس کرده‌است.
نظارت بر ساخت و فروش محصولات مصرفی و جانبی، همچون لباس شخصیت فیلم‌ها، عروسک‌ها و محصولات یادگاری، خرید و فروش‌های آنلاین و بازی‌های کامپیوتری نیز یکی دیگر از حوزه فعالیت‌های این کمپانی بزرگ است.
شاخه موسیقی یونیورسال (Universal Music Group) نیز بزرگ‌ترین کمپانی موزیک دنیاست که شامل ده‌ها برند و عنوان در ضبط و پخش آثار موسیقی می‌شود.

## تاریخچه

### سال‌های اولیه قرن بیستم

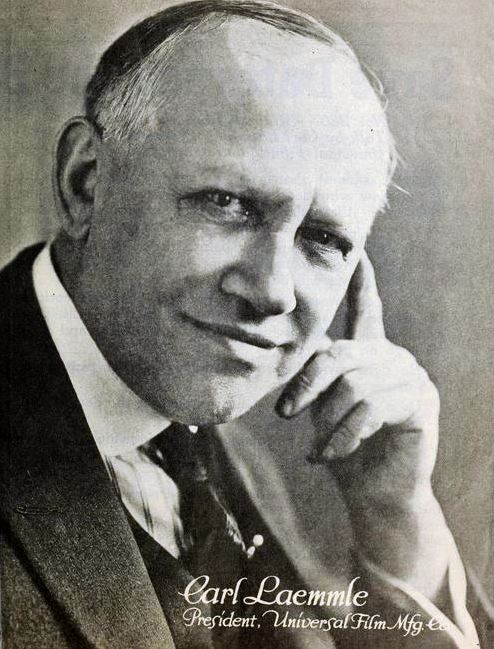
کارل لملی

در سال ۱۹۰۵ زمانی که کارل لِملی آلمانی‌تبار در شیکاگو به دنبال مکان مناسبی برای افتتاح فروشگاه لباس خود می‌گشت، به‌طور اتفاقی به صفی از مردم که برای رفتن به نیکلودئون یا سینماهای اولیه و ارزان قیمت آن دوران که تصاویر متحرک ساده‌ای را به نمایش می‌گذاشتند، برخورد کرد. او که از میزان شوق مردم برای دیدن این فیلم‌های اولیه حیرت کرده بود تغییر مسیر داده و سینمای White Front را تأسیس کرد. در کمتر از یک ماه هزینه سرمایه‌گذاری او بازگشت و او به همراه شریک خود رابرت کوکران دومین سالن خود را نیز تأسیس کرد. این سرمایه‌گذاری‌ها ادامه داشت و رفته رفته آنان را به یکی از بزرگ‌ترین پخش کننده‌های کشور مبدل ساخت. تا سال ۱۹۰۹ لملی و کوچران از تجارت خود در آمریکا و کانادا بیش از ده هزار دلار در هفته درآمد داشتند. اما تا به اینجا آن‌ها صرفاً توزیع‌کننده بودند و تولید فیلم در انحصار شرکت ثبت اختراعات متحرک (که به مخفف MMP شناخته می‌شد) بود که توسط ادیسون -مخترع موتورهای الکتریکی داخل دوربینها و پروژکتورها- حمایت می‌شد. بعد از اختلافات و مشاجرات پیش آمده لملی تصمیم گرفت که دیگر پولی به ادیسون پرداخت نکند. قطع همکاری با MMP که تنها قدرت انحصاری تولید فیلم در آن زمان بود، آن‌ها را که دیگر فیلمی برای توزیع و فروش نداشتند، به صرافت تولید فیلم‌های خودشان انداخت.
اولین تلاش آن‌ها تحت نام شرکت مستقل تصاویر متحرک یا IMP تولید فیلمی با نام هیاواتا بود.

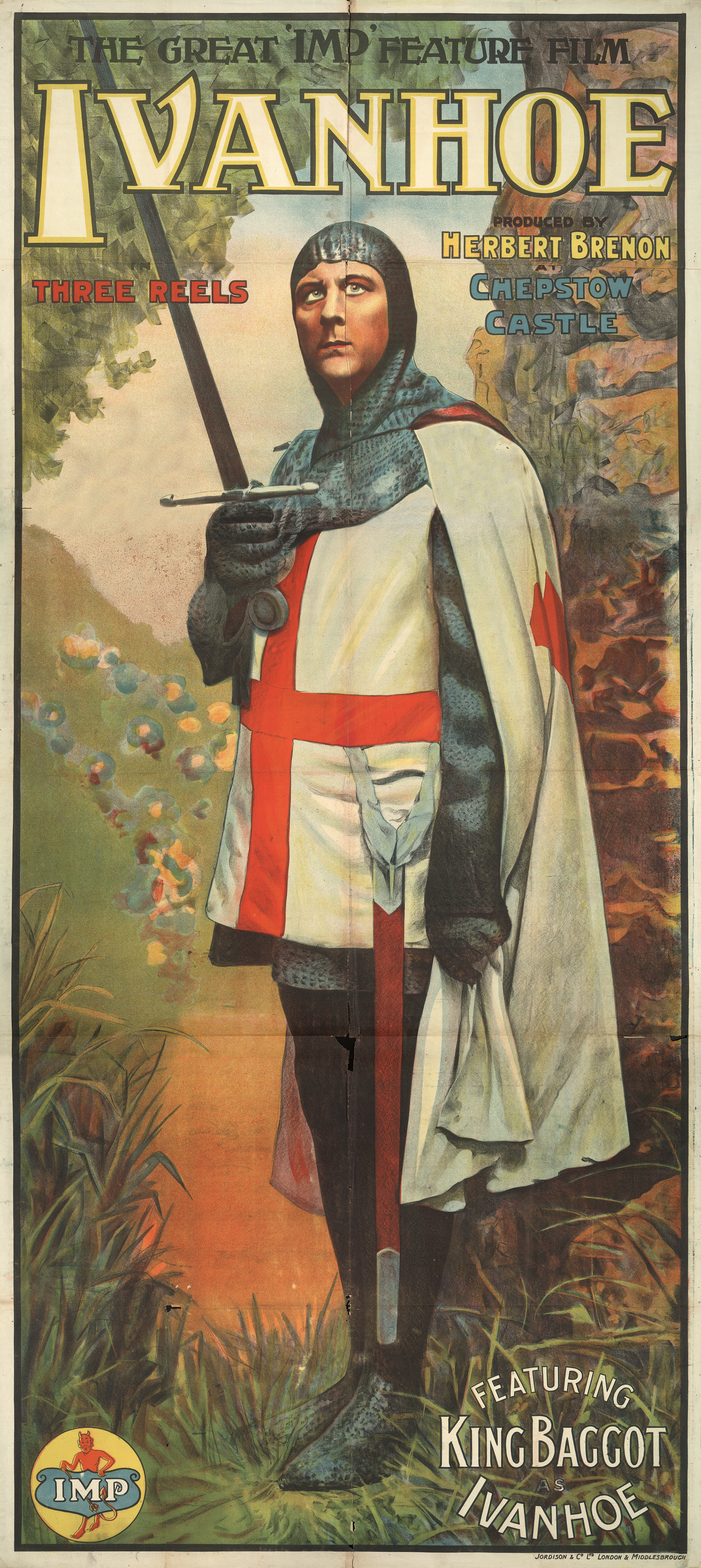
پوستر فیلم آیوانهو یکی از تولیدات شرکت مستقل تصاویر متحرک.

IMP رفته رفته به تولیدات خود سرعت بخشید و از آن جا که برخلاف سیاست‌های کمپانی ادیسون که نام عوامل و بازیگران را در فیلم درج نمی‌کرد با گذاشتن تیتراژ روی فیلم‌ها و شناساندن آن‌ها به مردم، بسیاری از بازیگران را به سوی خود جلب کرد و اولین سیستم ستاره پروری در صنعت سینما را بنیان نهاد. در سال ۱۹۱۲ با ادغام IMP که به سطح تولید یک فیلم در هفته رسیده بود و پنج شرکت دیگر، کمپانی تولید فیلم یونیورسال (به انگلیسی: Universal Film Manufacturing) شکل گرفته و لملی اولین رئیس آن شد. در آن سال‌ها یونیورسال، پکیجی از فیلم‌های گوناگون ارائه می‌داد که به صاحبان سینماها اجازه می‌داد هر روز فیلم جدیدی برای نمایش داشته باشند. کاملترین بسته آن‌ها شامل دو حلقه فیلم کمدی، یک سریال و یک فیلم بلند بود. آن‌ها حتی در سال ۱۹۱۳ فیلم‌های خبری هفتگی با عنوان Universal Animated Weekly تولید می‌کردند.
اولین فیلم بلند داستانی آن‌ها ترافیک در سولس (۱۹۱۳) بیش از نیم میلیون دلار فروخت که عمده موفقیتش مرهون تکنیک‌های جدید و خلاقانه تدوین آن بود که حسی از وقوع چندین اتفاق در یک سکانس را به تماشاگران منتقل می‌کرد. مفهومی که پیش از این در سالن‌های سینما دیده نشده بود.
در سال ۱۹۱۴ یونیورسال با افتتاح مجموعه استودیوهای خود در کالیفرنیا ظرفیت فیلم‌سازی خود را بیش از پیش گسترش داد. لملی با خرید فضایی به وسعت بیش از ۹۳۰ هزار متر مربع در دره سن فرناندوی کالیفرنیا در نزدیکی لس آنجلس به قیمت ۱۶۵ هزار دلار، رؤیای خود را برای داشتن استودیویی به ابعاد یک شهر به واقعیت تبدیل کرد. جشن افتتاح این مجموعه عظیم که در ابتدا برای مدیران و صاحبان صنعت سینما برنامه‌ریزی شده بود هزاران نفر از مردم عادی را نیز به خود جلب کرد. یونیورسال از این استقبال و هیجان عمومی نهایت بهره را برد و با ترتیب دادن تورهایی به قیمت ۲۵ سنت، بازدیدهای عمومی از استودیوهایش را راه اندازی کرد تا اختراع فیلم‌های ناطق که نیازمند استودیوهای دربسته بود روزانه بیش از ۵۰۰ نفر بازدیدکننده داشته باشد.
یونیورسال در سال ۱۹۱۵ بیش از ۲۵۰ فیلم تولید کرد؛ فیلمهایی که بر اساس میزان بودجه تقسیم‌بندی می‌شدند. «پر سرخ» و «پرنده آبی» به ترتیب بودجه‌های کم و متوسط را دریافت می‌کردند و «جواهر» عنوان رده فیلمهایی بود که بالاترین بودجه و ستاره‌های آن دوران سینما را در اختیار داشتند. بازیگرانی چون هری کری، کارمل مایرز، رودلف والنتینو و کارگردانی چون اریش فون اشتروهایم و البته جان فورد که با پیوستنش به یونیورسال تلاش می‌کرد تا ژانر وسترن آمریکایی را با بسیاری از فیلمهایی که کارگردانی کرد، تعریف کند.

### دهه ۲۰ و ۳۰
در ابتدای دهه ۱۹۲۰ و در حالی که سایر استودیوها به ساخت فیلم‌های بلند روی آورده بودند، تمرکز یونیورسال به‌طور عمده روی ساخت فیلم‌های وسترن و ملودرامهای کوتاه و ارزان قیمت بود. هر چند در این دوران هم آن‌ها دو فیلم بلند ساختند که هر دو به فیلم‌های صامت کلاسیک تاریخ سینما تبدیل شدند. گوژپشت نتردام (۱۹۲۳) با بازی لان چینی و کارگردانی والاس بدل تحسین منتقدان را برانگیخت و در گیشه نیز موفق عمل کرد و همچنین شبح اپرا (۱۹۲۵) که جمعی زیادی از ستاره‌های آن زمان را در اختیار داشت. در این زمان یونیورسال به بازار اروپا نیز دسترسی پیدا کرده بود؛ جایی که فیلم‌های اکشن و وسترن‌های آمریکایی طرفداران خود را پیدا کرده بود.

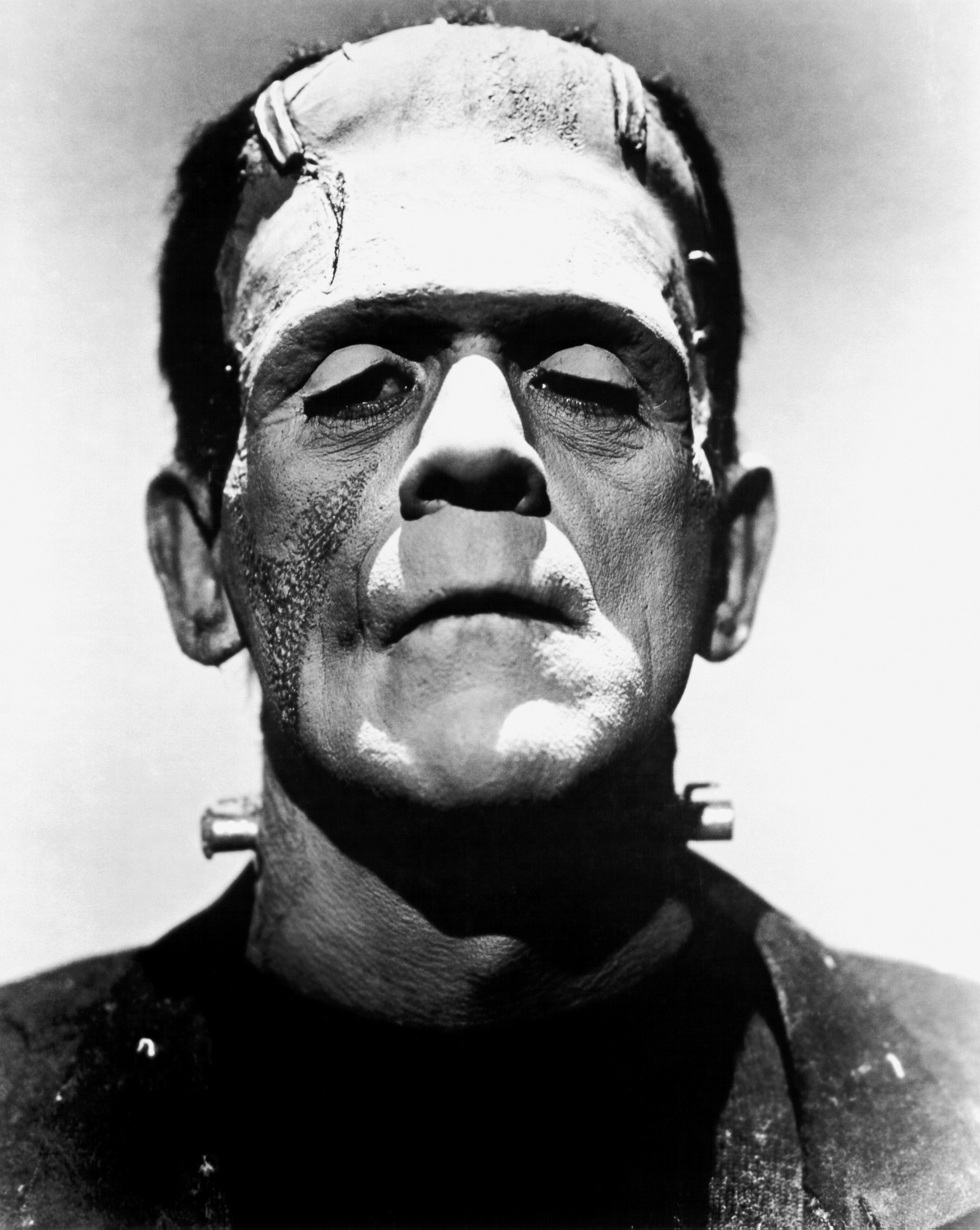
بوریس کارلوف در عروس فرانکنشتاین ۱۹۳۵

سال ۱۹۲۹ کارل لملی جونیور به عنوان کادوی تولد بیست و یک سالگی به جای پدر بر مسند مدیریت یونیورسال تکیه زد. لملی جوان که اهداف بلندپروازانه‌ای داشت به هدف بروز رسانی کمپانی دست به اصلاحاتی زد. وی با هدف ساخت فیلم‌های بلند و باکیفیت ۴۰ درصد از حجم تولیدات کمپانی کاست. توجه او به رمان‌ها منجر به خلق چندین فیلم بلند برجسته شد. فیلم‌هایی چون پادشاه جاز (۱۹۳۰) - اولین فیلم موزیکال رنگی دنیا- در جبهه غرب خبری نیست (۱۹۳۰) که جایزه اسکار بهترین فیلم را برای آنان به ارمغان آورد.
اما در حقیقت یونیورسال بخش زیادی از شهرت خود را در طی سال‌های ۱۹۳۱ تا ۱۹۳۵ و با ساخت ۸ فیلم سینمای وحشت به دست آورد که شاهکارهایی چون دراکولا (۱۹۳۱)، فرانکشتاین (۱۹۳۲)، مومیایی (۱۹۳۲) و مرد نامرئی (۱۹۳۳) از آن جمله است.
با این حال این فیلم‌های باکیفیت نظر تماشاگران آن دوره را به خود جلب نکرد و میزان فروش، از پسِ جبران هزینه‌های ساخت این فیلم‌های گران‌قیمت برنیامد و سایه بحران بر سر یونیورسال پدید آمد.
سال ۱۹۳۶ زمانی که بودجه ساخت فیلم نمایش قایق -که ستارگان برادوی در آن ایفای نقش می‌کردند- اعلام شد، سهام داران کمپانی که ولخرجی‌های لملی جونیور زنگ خطر را برایشان به صدا درآورده بود اجازه تولید فیلم را ندادند تا اینکه لملی پدر، وامی ۷۵۰ هزار دلاری را با وثیقه قرار دادن سهم خود در یونیورسال از کمپانی Standard Capital دریافت کرد. این اولین بار در تاریخ ۲۶ ساله یونیورسال بود که برای تولید فیلم به قرض روی آورده بودند. در نهایت بودجه فیلم از این مقدار هم ۳۰۰ هزار دلار فراتر رفت و Standard Capital تقاضای بازپرداخت وام را کرد و زمانی که کمپانی از عهده قرض خود برنیامد این فصل از تاریخ یونیورسال به سر آمد و Standard Capital با بهره از وثیقه‌ای که در اختیار داشت کنترل کمپانی را به دست گرفت و بر بیش از بیست سال تسلط خانواده لملی بر یونیورسال پایان داد. با پایان فرمانروایی خانواده لملی بر یونیورسال دوران جدیدی در تاریخ این کمپانی سینمایی آغاز شده بود. کمپانی یونیورسال که اینک با نام یونیورسال جدید (به انگلیسی: New Universal) فعالیت می‌کرد، با کاهش تولید و متوقف کردن نمایشهای خود در اروپا به تقویت منابع و سرمایه‌های خود پرداخت. سال‌های اولیه مدیریت جدید دوران خوبی بود. در ۱۹۳۶ یونیورسال با دو فیلم «مرد من؛ گادفری» و «سه دختر زرنگ» که ساخت آن‌ها از دوره قبل شروع شده بود نامزد ۹ جایزه اسکار شد و «دیان دوبین» ستاره ۱۵ ساله فیلم «سه دختر زرنگ» به عنوان یکی از بزرگ‌ترین سوپراستارهای سال‌های آینده به دنیای سینما معرفی شد. ستارهای که در مدت ۱۲ سال حضورش در یونیورسال در ۲۱ فیلم بازی کرد و در سال ۱۹۳۸ جایزه اسکار ویژه‌ای را به عنوان یک ستاره جوان از آن خود کرد.
در اواخر دهه ۳۰ و با حضور مدیران جدید، یونیورسال در تلاش بود با بودجه‌های کم، توده‌های بیشتری از مردم را سرگرم کند. تلاشی که به ثمر نشست و کمپانی به لطف درخشش ستاره جوان خود توانست از میان ضررهای خویش برخیزد و از زیان ۱٫۸ میلیون دلاری در سال ۱۹۳۶ به سود خالص ۱٫۵ میلیون دلار در سال ۱۹۳۹ دست پیدا کند.

### دهه ۴۰ تا ۶۰
دهه ۴۰ میلادی سالن‌های سینما شاهد رونق حضور مردمی بود که سعی می‌کردند راهی برای از بین بردن تلخی و مصیبت جنگ جهانی دوم بیابند. یونیورسال در این سال‌ها فیلم‌های هیولایی، وسترنهای ارزان قیمت و فیلم‌های دنباله‌دار می‌ساخت. همچنین محصولات متجددی چون شرلوک هلمز در این زمان متولد شدند و تا سال ۱۹۴۵ و داغ شدن تنور جنگ، فیلم‌های جنگی نیز از راه رسیدند. این دوره همچنین شاهد حضور نخستین درام‌های جنایی بود که برخی از برجسته‌ترین محصولات تاریخ یونیورسال را نیز در برمی‌گیرند. فیلم‌هایی چون سایه یک شک (۱۹۴۳) به کارگردانی آلفرد هیچکاک، مظنون (۱۹۴۴) ساخته روبرت زیودماک و خیابان اسکارلت (۱۹۴۵) به کارگردانی فریتس لانگ.
یونیورسال در سال ۱۹۴۵ به‌طور متوسط با ساخت هفته‌ای یک فیلم بلند و در مجموع با ساخت ۳۵۰ فیلم در طی ۱۹۴۰ تا ۱۹۴۵ به سقف تولید خود رسیده بود.
سال ۱۹۴۶ یونیورسال با ادغام در کمپانی International Pictures Stemmed خطی مشی جدیدی در پیش گرفت. مالکان جدید ساخت فیلم و سریال کوتاه و وسترن‌های ارزان قیمت را به هدف تمرکز روی ساخت فیلم‌های بلند باکیفیت متوقف کردند و به این منظور به همکاری خود با بسیاری از ستاره‌ها پایان دادند.
در این دوره یونیورسال ده‌ها فیلم با کیفیت تولید کرد ولی موفقیتی در گیشه و بازگشت سرمایه خود نداشت. تنها استثناء در این میان فیلم کمدی-رمانتیک «من و تخم مرغ» (۱۹۴۷) بود که با فروش ۵٫۷۵ میلیون دلاری، پرفروش‌ترین فیلم سال شد. اما با ادامه روند ضرردهی، تولید فیلم‌های ارزان قیمت مجدداً در دستور کار قرار گرفت.
تغییرات مدیریتی نیز همچنان ادامه پیدا کرد و مالکیت یونیورسال دست به دست می‌چرخید تا در نهایت در سال ۱۹۵۲، دکا رکوردز کنترل کمپانی را در دست گرفت. با هدایت مدیران جدید یونیورسال مجدداً به سوددهی رسید و به رشدی ۷ میلیون دلاری در سال ۱۹۵۴ دست یافت. در این دوره آن‌ها با استفاده از فیلمسازان کمتر شناخته شده فیلم‌های مهمی چون نشانی از شر (۱۹۵۸) به کارگردانی و بازیگری اورسن ولز یا عملیات پتیکوت (۱۹۵۹) به کارگردانی بلیک ادواردز تولید کردند.
همچنین در فاصله ۱۹۵۳ تا ۱۹۵۹ فیلم‌های موفق و پر فروشی در ژانر درام‌های عاشقانه تولید شد. فیلم‌هایی چون تقلید زندگی (۱۹۵۹) و حرف‌های خودمانی (۱۹۵۹) که دومی با فروش عجیب ۱۸ میلیون دلاری نقطه عطفی در تاریخ کمپانی و فیلم‌هایی از این ژانر بود. در این سال‌ها تلویزیون نیز کم‌کم در قامت یک رقیب جدی وارد عرصه سرگرمی شده بود و روز به روز تماشاچیان بیشتری را در خانه نگه می‌داشت. در سال ۱۹۵۷ یونیورسال بیش از ۵۵۰ فیلم از ساخته‌های خود را برای پخش از تلویزیون اجاره داد. با این حال آن‌ها که همواره سود اصلی خود را در سالن‌های سینما دنبال می‌کردند با کاهش ۱۲ درصدی مجموع فروش بلیت صنعت سینما، متحمل ضرری ۲ میلیون دلاری شدند؛ ضرری که از حد توان مالکان خارج بود و آن‌ها را به صرافت فروش کمپانی انداخت. این بار نوبت ام‌سی‌ای کورپوریشن بود که با پرداخت ۱۱٫۲۵ میلیون دلار فصل دیگری را در تاریخ کمپانی بگشاید.
سال ۱۹۶۲ MCA با در اختیار گرفتن کنترل امور نام کمپانی را به نام سابق آن یعنی یونیورسال پیکچرز بازگرداند و به نوسازی و تجهیز استودیوها جهت ساخت محصولات تلویزیونی پرداخت. آن‌ها همچنین تور بازدید از استودیوها را نیز دوباره راه اندازی کردند.
در سال‌های اولیه مالکیت MCA، فیلم‌های مهمی نیز تولید شد. پرندگان (۱۹۶۲) به کارگردانی آلفرد هیچکاک ۴٫۶ میلیون دلار فروخت و کشتن مرغ مقلد (۱۹۶۲) به کارگردانی رابرت مالیگن سه جایزه اسکار به ارمغان آورد. اما در این زمان مهم‌ترین تهیه‌کننده یونیورسال «راس هانتر» بود که در سال ۱۹۷۰ یکی از موفقترین فیلم‌های آن دوران یعنی فیلم «فرودگاه» را ساخت که رقم خیره‌کننده ۴۵٫۳ میلیون دلار فروش کرد و نوید شروع یک فصل طلایی در تاریخ یونیورسال را به همگان داد.

### دهه ۷۰ و ۸۰؛ دوران طلایی
سال ۱۹۷۳ یکی از طلایی‌ترین سال‌های فعالیت یونیورسال شناخته می‌شود. فیلم نیش (۱۹۷۳) با بازی ستاره‌های دوران، پل نیومن و رابرت ردفورد ۷۹ میلیون دلار فروش کرد و در مراسم اسکار با رقابت با دیگر فیلم تولیدی یونیورسال، دیوارنویسی آمریکایی به کارگردانی جرج لوکاس توانست ۷ جایزه اسکار از جمله جایزه بهترین فیلم سال را بدست آورد.

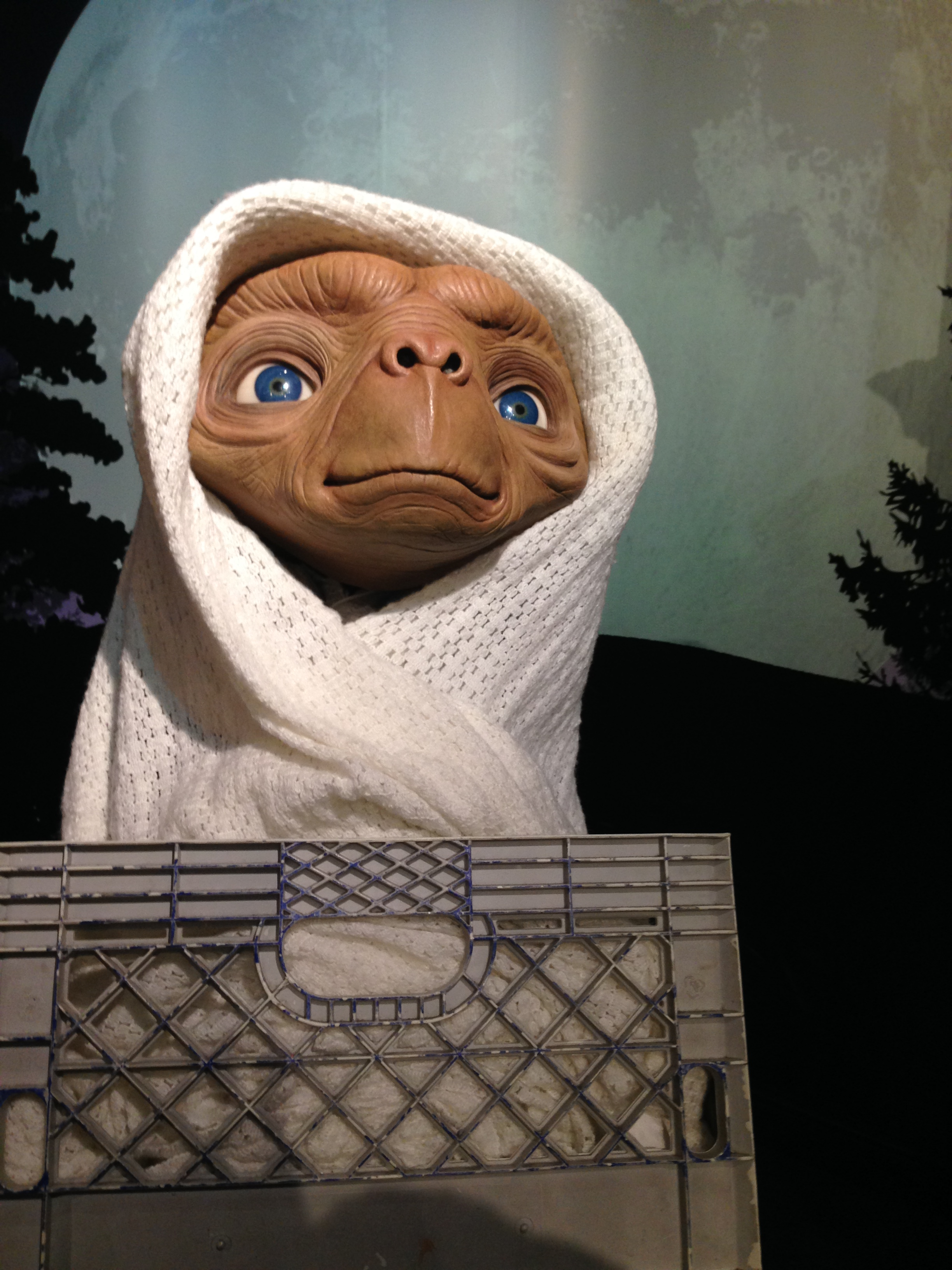
مجسمه ئی تی که در مادام توسو لندن است.

روند درخشش یونیورسال در این سال‌ها به شدت ادامه داشت. فیلم آرواره‌ها (۱۹۷۵) به کارگردانی استیون اسپیلبرگ بیشترین میزان تماشاگر ثبت شده تا آن تاریخ را به سالن‌های سینما کشاند و رقم حیرت‌انگیز ۱۳۳٫۴ میلیون دلار فروش کرد. فیلمی که تا دو سال بعد و اکران «جنگ ستارگان» همچنان پرفروشترین فیلم تاریخ سینما در آن زمان بود. افتخارات کمپانی در دهه ۸۰ هم ادامه داشت و فیلم‌های تولیدی یونیورسال جوایز اسکار و میلیون‌ها دلار پول را درو می‌کردند. اما اوج قله موفقیت در این دو دهه طلایی با اکران فیلم ئی.تی. موجود فرازمینی به کارگردانی اسپیلبرگ به وقوع پیوست. ئی.تی. مانند یک بمب ترکید و گیشه‌های فروش را منفجر کرد و در سه ماه آخر سال ۱۹۸۲ بیش از ۴۰۰ میلیون دلار فروخت و جنگ ستارگان را پشت سر گذاشت و تا یازده سال بعد که پارک ژوراسیک اکران شد پرفروش‌ترین فیلم همه دوران بود. فیلمی که در بسیاری از نظرسنجی‌ها هنوز هم به عنوان بهترین فیلم در حوزه ارتباط با موجودات فضایی شناخته می‌شود. ئی.تی. همچنین در هشت رشته نامزد و در چهار بخش برنده جوایز اسکار شد.
در همان سال مریل استریپ هم اسکار بهترین بازیگر زن را برای بازی در فیلم انتخاب سوفی دیگر محصول یونیورسال دریافت کرد.
این روند استثنایی با فیلم‌های بازگشت به آینده (۱۹۸۵)، خارج از آفریقا (۱۹۸۵) سرزمین رؤیاها (۱۹۸۹) و بازگشت به آینده قسمت ۲ (۱۹۸۹) ادامه پیدا کرد.
در خارج از سالن‌های سینما نیز یونیورسال در حال بزرگ شدن بود. در سال ۱۹۸۲ طرح توسعه کمپانی به پایان رسید و ۹۰۰ هزار متر مربع دیگر به مجموعه استودیوهای یونیورسال افزوده شد تا به اندازه امروزی آن – ۱٫۷ کیلومتر مربع - و عنوان بزرگ‌ترین استودیوی دنیا برسد. مجموعه جدید شامل ۳۶ استودیوی ضبط، لابراتوارهای فیلم، ساختمان‌های اداری و همچنین فضایی به ابعاد بیش ۱۸ هزار متر مربع جهت استقرار تهیه‌کنندگان مستقل بود. هنگامی که اسپیلبرگ کمپانی خود به نام اَمبلین انترتینمنت را راه اندازی کرد، یونیورسال که پخش فیلم‌های او را بر عهده داشت او را در همین مجموعه مستقر کرد و تجهیزات تدوین، سالن نمایش و امکانات غیر مرسوم دیگری در اختیارش قرار داد.
همچنین در سال ۱۹۸۸ یونیورسال مجموعه استودیوهای خود در اورلندوی فلوریدا را نیز راه‌اندازی کرد. مجموعه‌ای که به‌طور خاص به ساخت محصولات تلویزیونی و تبلیغات اختصاص دارد. دو سال بعد تورهای بازدید عمومی نیز گشوده شد و یونیورسال با استفاده از شخصیت‌های محبوب و تم فیلم‌های پرفروش خود بازی و سرگرمی‌های بسیاری را در آنجا مستقر کرد.

### دهه ۹۰
در نوامبر ۱۹۹۰ شرکت صنایع الکتریکی ماتسوشیتا با پرداخت بیش از ۶ میلیارد دلار مالکیت MCA، کمپانی مادر یونیورسال را به دست آورد. ماتسوشیتا در آن زمان بزرگ‌ترین شرکت تولیدکننده محصولات الکتریکی خانگی و مخترع سیستم پخش VHS یا همان نوار ویدیوهای معروف بود؛ کمپانی ای که ما امروزه با نام پاناسونیک می‌شناسیم.
مالک جدید یک شروع ناامیدکننده داشت. فیلم هاوانا (۱۹۹۰) با بازی رابرت ردفورد و کارگردانی سیدنی پولاک یک شکست مطلق بود و ۳۰ میلیون دلار کمتر از بودجه ساخت خودش فروش کرد. اما این شکست مقدمه‌ای بود برای یک موفقیت خیره کننده. یونیورسال که در این سال‌ها توزیع فیلم‌های اَمبلین انترتینمنت را بر عهده دارد در سال ۱۹۹۳ با پخش سه فیلم پارک ژوراسیک، فهرست شیندلر و داستان دایناسور بیش از ۵۵۰ میلیون دلار درآمدزایی داشت.
اما تفاوت بسیار زیاد کمپانی ژاپنی با فرهنگ حاکم بر هالیوود و اختلافات مدیریتی با مدیران اجرایی MCA بر سر طرح‌های توسعه و اصول استراتژیک خیلی زود به این ماه عسل پایان داد. در همین حین یونیورسال که درگیر بحث‌های مدیریتی شده بود، تهیه‌کننده برتر خود، استیون اسپیلبرگ را که می‌خواست کمپانی مستقل دریم ورکس را تأسیس کند از دست داد.
در نهایت کمپانی ژاپنی در سال ۱۹۹۵ با فروش بیش از ۸۰ درصد از سهام مالکیت خود به شرکت کانادایی سیگرم از این ورطه خارج شد.
طی چند سال آینده یونیورسال تحت مدیریت جدید شاهد تغییرات بسیاری بود که از جمله آن می‌توان به ادغام با شرکت‌های ریز و درشت فعال در حوزه‌های مختلف سرگرمی و مبدل شدن به یک کمپانی چندوجهی اشاره کرد.
نتیجه این فعالیت‌ها تأسیس شبکه بازاریابی تلویزیونی کمپانی در اوت ۱۹۹۷ و افتتاح اولین دفتر آن در فرانسه بود. مجموعه‌ای از محبوبترین شوهای آن زمان همچون معاون میامی به زبان فرانسه دوبله و پخش شد و پخش بعضی از موفق‌ترین فیلم‌های فرانسوی به یونیورسال سپرده شد. یک سال بعد دفاتر آلمان و اسپانیا نیز آغاز به کار کردند و مجموعه‌ای از محصولات کمپانی در برزیل و آمریکای لاتین نیز روی آنتن رفتند. در نهایت یونیورسال از طریق دفاتر اصلی خود در ۸ کشور تولیداتش را به بیش از ۱۸۰ کشور دنیا انتقال داد که این فعالیت شامل ساخت برنامه‌ها و تاکشوهای محلی نیز می‌شدند.
در این دوران هر چه شرکت‌های بیشتری به یونیورسال ملحق می‌شدند خلاقیت فیلمسازی در کمپانی کاهش می‌یافت تا جایی که سال ۱۹۹۷ تنها با تولید ۱۲ فیلم عملاً سهم خود در بازار فیلمسازی را از دست دادند.
با شکست فیلم «ترس و نفرت در لاس وگاس» در گیشه و فروشی ۱۰ میلیون دلاری زیر بودجه ساخت، این داستان به اوج خود رسید. اما ادگار برونف من مدیرعامل وقت یونیورسال با به خط کردن تمام توان و امکانات ورق را دوباره بازگرداند. پخش و توزیع فیلم‌های پچ آدامز (۱۹۹۸) با بازی رابین ویلیامز، ناتینگ هیل (۱۹۹۹) با بازی جولیا رابرتز و فیلم پرفروش مومیایی (۱۹۹۹) تا اواسط سال ۱۹۹۹ نزدیک ۸۰۰ میلیون دلار به ذخیره مالی کمپانی افزود و همکاری با کمپانی میراماکس در توزیع فیلم شکسپیر عاشق (۱۹۹۸) هفت جایزه اسکار را به ارمغان آورد.

### قرن بیست ویکم؛ هزاره سرگرمی
هزاره جدید برای یونیورسال با امیدهای فراوان به اکران فیلم «چگونه گرینچ کریسمس را دزدید» (۲۰۰۰) با بازی جیم کری و «گلادیاتور» (۲۰۰۰) با بازی راسل کرو آغاز شد. امیدی که معلوم شد بی جا نبوده‌است. فیلم‌ها در گیشه موفق عمل کردند و تحسین منتقدان را هم برانگیختند و جایزه‌های اسکار را نیز سرازیر کردند.
اما در این سال‌ها یونیورسال در زمینه‌های دیگر هم موفق عمل کرد. سال ۱۹۹۹ عرضه فیلم مومیایی روی DVD رقم باورنکردنی یک میلیارد دلار فروش به همراه داشت. موفقیت خیره کننده‌ای که کمپانی را حتی برآن داشت تا بسیاری از محصولات قدیمی خود همچون مرد نامرئی (۱۹۳۳) یا سری فیلم‌های آلفرد هیچکاک فقید را نیز روی سیستم پخش خانگی توزیع کند.
شاخه موسیقی یونیورسال هم که اینک مقر اصلی آن در سانتامونیکای کالیفرنیاست و به عنوان بزرگ‌ترین کمپانی موسیقی دنیا شناخته می‌شود در طی این سال‌ها با همکاری با بزرگ‌ترین هنرمندان دنیا و نشر هزاران آلبوم سود هنگفتی را روانه کمپانی کرده‌است.
یونیورسال همچنین در تمامی این دوران پارکهای تفریحی خود را گسترش داده و با بروز رسانی و تجهیز بازی‌ها به محبوب‌ترین و جدیدترین کاراکترها به افزایش مخاطب و بهره خود پرداخته‌است. با افتتاح پارکهای جدید در اوزاکای ژاپن در سال ۲۰۰۱ و سنگاپور در سال ۲۰۱۱ و برنامه توسعه آن در چین، روسیه و کره جنوبی یونیورسال هر سال صدها میلیون دلار به درآمد و هزاران نفر را به جمع دوستداران خود می‌افزاید.
در ژوئن ۲۰۰۰، سیگرم به شرکت آب و برق ویوندی، که دارای استودیوکانال بود، فروخته شد. سپس این مجموعه به ویوندی یونیورسال معروف شد. پس از آن، یونیورسال پیکچرز حقوق توزیع چندین فیلم استودیوکانال را در ایالات متحده به دست آورد، مانند فیلم جاده مالهالند (۲۰۰۱) و برادری گرگ (۲۰۰۱) که از سال ۱۹۸۰ به دومین فیلم پردرآمد فرانسوی زبان در ایالات متحده تبدیل شد. یونیورسال پیکچرز و استودیوکانال همچنین در تهیه کنندگی چندین فیلم از جمله در واقع عشق (۲۰۰۳) که با بودجه ۴۰ میلیون دلاری ساخته شده‌اند و در نهایت ۲۴۶ میلیون دلار در سراسر جهان فروش داشته‌است، به موفقیت بزرگی رسیدند.
با بدهی ویوندی در سال ۲۰۰۴، ۸۰ درصد از ویوندی یونیورسال (از جمله استودیو و پارک‌های تفریحی) به جنرال الکتریک، شرکت مادر ان‌بی‌سی فروخته شد. شرکت ابررسانه ای جدید به ان‌بی‌سی یونیورسال تغییر نام داد، در حالی که یونیورسال به عنوان یک شرکت تابعه تولید باقی ماند. پس از آن معامله، جنرال الکتریک ۸۰٪ سهام ان‌بی‌سی یونیورسال را در اختیار داشت و باقی هنوز در دست ویوندی مانده بود؛ اما در سال ۲۰۱۱ جنرال الکتریک باقی سهام را از ویوندی خریداری کرد.

### دوران کامکست (۲۰۱۱-اکنون)

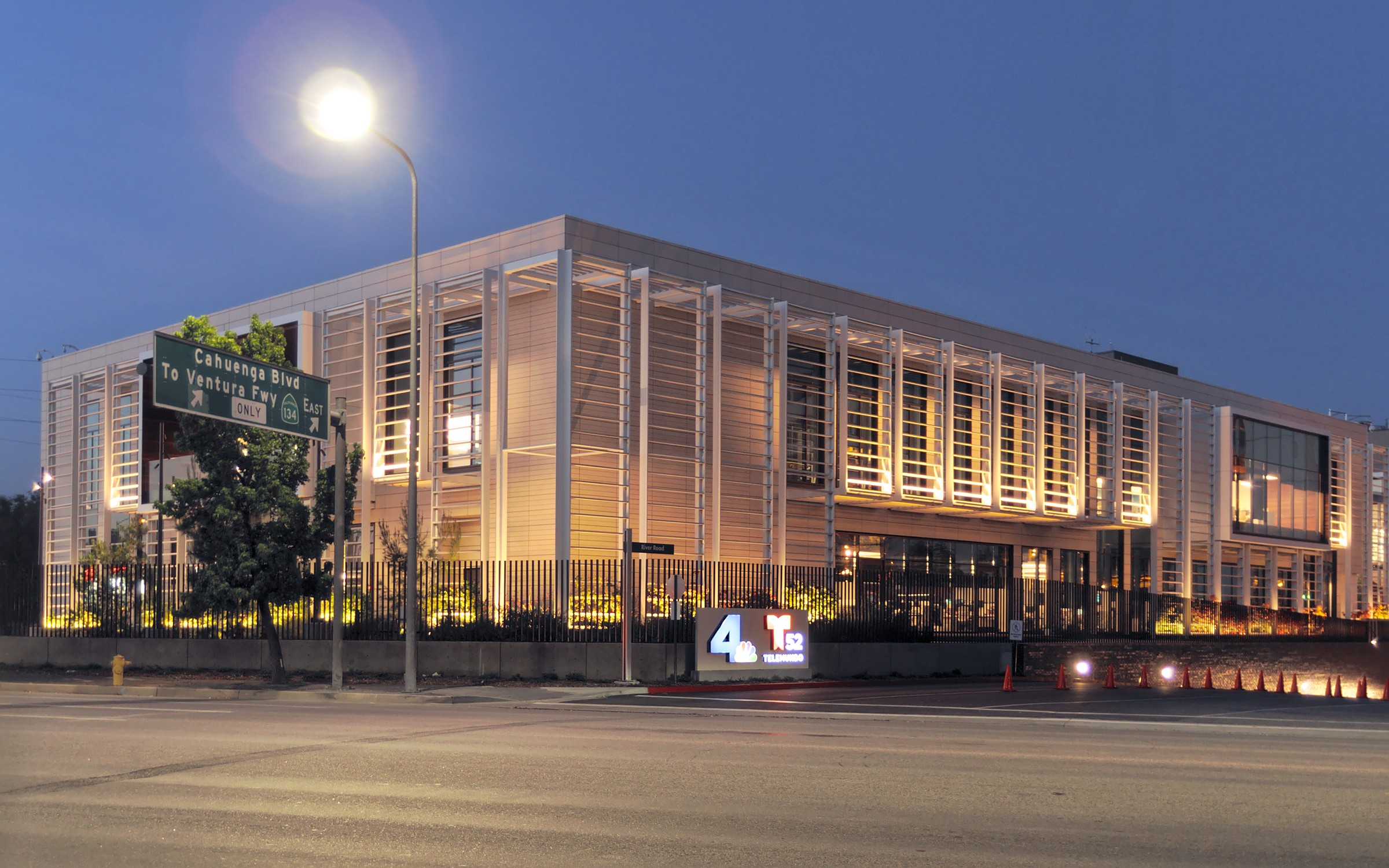
ورودی کی‌ان‌بی‌سی و تلموندو که هردو متلق به ان‌بی‌سی است.

جنرال الکتریک ۵۱ درصد از شرکت را در سال ۲۰۱۱ به شرکت ارائه دهنده کابل کامکست فروخت. کامکست، ان‌بی‌سی یونیورسال را با دارایی‌های خود در صنعت تلویزیونش، ادغام کرد و ان‌بی‌سی یونیورسال فعلی را ایجاد کرد. سرانجام پس از تأیید کمیسیون ارتباطات فدرال (FCC)، قرارداد کامکست و جنرال الکتریک در تاریخ ۲۹ ژانویه ۲۰۱۱ بسته شد. در مارس ۲۰۱۳، کامکست ۴۹ درصد باقیمانده در ان‌بی‌سی یونیورسال را به مبلغ ۱۶٫۷ میلیارد دلار خریداری کرد.
در سال ۲۰۱۳ با مدیریت الیوت قراردادی بسته شد. همچنین شرکت لجندری پیکچرز هم پس از پایان قراردادش با برادران وارنر، برای توزیع فیلم‌هایش با یونیورسال قرار داد بست.
در ماه مه ۲۰۱۵، گرامرسی پیکچرز توسط فوکس فیچرز به عنوان یک برچسب که بیشتر روی فیلم‌های اکشن، علمی تخیلی و ترسناک متمرکز بود، احیا شد.
در ۱۶ دسامبر ۲۰۱۵، اَمبلین پارتنرز اعلام کرد که با یونیورسال پیکچرز قرارداد توزیع پنج ساله منعقد کرده‌است که به موجب آن توزیع و پخش فیلمها توسط یونیورسال یا فوکس فیچرز انجام می‌شود.
در اوایل سال ۲۰۱۶، پرفکت ورلد پیکچرز یک قرارداد بلند مدت تأمین مالی با یونیورسال را اعلام کرد.

#### خریداری دریم ورکس انیمیشن
در تاریخ ۲۸ آوریل ۲۰۱۶، شرکت مادر یونیورسال، ان‌بی‌سی یونیورسال، یک قرارداد ۳٫۸ میلیارد دلاری را برای خرید دریم ورکس انیمیشن اعلام کرد. در ۲۲ اوت ۲۰۱۶، معامله انجام شد. پس از پایان معاملهٔ توزیع دریم ورکس انیمیشن با فاکس قرن بیستم، توزیع فیلم‌های دریم ورکس انیمیشن از سال ۲۰۱۹ با انتشار چگونه اژدهای خود را تربیت کنیم: دنیای پنهان، توسط یونیورسال استودیوز شروع شد.
در تاریخ ۱۵ فوریه ۲۰۱۷، یونیورسال پیکچرز با تقویت روابط بین خودش و اَمبلین، سهام اقلیت در شرکای اَمبلین را به دست آورد و همان درصد کم از دریم ورکس پیکچرز، با دریم ورکس انیمیشن متحد شد.
همچنین در دسامبر ۲۰۱۹، یونیورسال با این که شخصیت‌های فیلم لگو متعلق به برادران وارنر است، وظیفه توزیع دیگر فیلم‌های لگویی را به دست گرفت.

## بیشترین فروش
| رتبه | فیلم                        | سال  | فروش         |
| ---- | --------------------------- | ---- | ------------ |
| ۱    | دنیای ژوراسیک               | ۲۰۱۵ | $۶۵۱٬۹۲۶٬۵۰۶ |
| ۲    | ای. تی. موجود فرازمینی      | ۱۹۸۲ | $۴۳۵٬۱۱۰٬۵۵۴ |
| ۳    | پارک ژوراسیک                | ۱۹۹۳ | $۴۰۲٬۴۵۳٬۸۸۲ |
| ۴    | من نفرت‌انگیز ۲              | ۲۰۱۳ | $۳۶۸٬۰۶۱٬۲۶۵ |
| ۵    | خشن ۷                       | ۲۰۱۵ | $۳۵۲٬۷۸۶٬۸۳۰ |
| ۶    | زندگی پنهان حیوانات خانگی   | ۲۰۱۶ | $۳۴۹٬۴۶۱٬۰۰۵ |
| ۷    | مینیون‌ها                    | ۲۰۱۵ | $۳۳۵٬۰۳۶٬۹۰۰ |
| ۸    | ملاقات با فاکرها            | ۲۰۰۴ | $۲۷۹٬۲۶۱٬۱۶۰ |
| ۹    | چگونه گرینچ کریسمس را دزدید | ۲۰۰۰ | $۲۶۰٬۰۴۴٬۸۲۵ |
| ۱۰   | آرواره‌ها                    | ۱۹۷۵ | $۲۶۰٬۰۰۰٬۰۰۰ |
| ۱۱   | من نفرت‌انگیز                | ۲۰۱۰ | $۲۵۱٬۵۱۳٬۹۸۵ |
| ۱۲   | بروس قدرتمند                | ۲۰۰۳ | $۲۴۲٬۸۲۹٬۲۶۱ |
| ۱۳   | گردباد                      | ۱۹۹۶ | $۲۴۱٬۷۲۱٬۵۲۴ |
| ۱۴   | سریع و خشمگین ۶             | ۲۰۱۳ | $۲۳۸٬۶۷۹٬۸۵۰ |
| ۱۵   | جهان گمشده: پارک ژوراسیک    | ۱۹۹۷ | $۲۲۹٬۰۸۶٬۶۷۹ |
| ۱۶   | اولتیماتوم بورن             | ۲۰۰۷ | $۲۲۷٬۴۷۱٬۰۷۰ |
| ۱۷   | تد                          | ۲۰۱۲ | $۲۱۸٬۸۱۵٬۴۸۷ |
| ۱۸   | کینگ کونگ                   | ۲۰۰۵ | $۲۱۸٬۰۸۰٬۰۲۵ |
| ۱۹   | لوراکس                      | ۲۰۱۲ | $۲۱۴٬۰۳۰٬۵۰۰ |
| ۲۰   | بازگشت به آینده             | ۱۹۸۵ | $۲۱۰٬۶۰۹٬۷۶۲ |
| ۲۱   | تند و بی‌امان ۵              | ۲۰۱۱ | $۲۰۹٬۸۳۷٬۶۷۵ |
| ۲۲   | بازگشت مومیایی              | ۲۰۰۱ | $۲۰۲٬۰۱۹٬۷۸۵ |
| ۲۳   | گلادیاتور                   | ۲۰۰۰ | $۱۸۷٬۷۰۵٬۴۲۷ |
| ۲۴   | آوازخوان حرفه‌ای ۲           | ۲۰۱۵ | $۱۸۳٬۷۸۵٬۴۱۵ |
| ۲۵   | دروغگو دروغگو               | ۱۹۹۷ | $۱۸۱٬۴۱۰٬۶۱۵ |

| رتبه | فیلم                      | سال  | فروش           |
| ---- | ------------------------- | ---- | -------------- |
| ۱    | دنیای ژوراسیک             | ۲۰۱۵ | $۱٬۶۷۰٬۴۰۰٬۶۳۷ |
| ۲    | خشن ۷                     | ۲۰۱۵ | $۱٬۵۱۶٬۰۴۵٬۹۱۱ |
| ۳    | مینیون‌ها                  | ۲۰۱۵ | $۱٬۱۵۹٬۳۹۸٬۳۹۷ |
| ۴    | پارک ژوراسیک ‡            | ۱۹۹۳ | $۱٬۰۲۹٬۱۵۳٬۸۸۲ |
| ۵    | من نفرت‌انگیز ۲            | ۲۰۱۳ | $۹۷۰٬۷۶۱٬۸۸۵   |
| ۶    | ای. تی. موجود فرازمینی ‡  | ۱۹۸۲ | $۷۹۲٬۹۱۰٬۵۵۴   |
| ۷    | سریع و خشمگین ۶           | ۲۰۱۳ | $۷۸۸٬۶۷۹٬۸۵۰   |
| ۸    | زندگی پنهان حیوانات خانگی | ۲۰۱۶ | $۶۷۶٬۶۵۸٬۳۱۴   |
| ۹    | تند و بی‌امان ۵            | ۲۰۱۱ | $۶۲۶٬۱۳۷٬۶۷۵   |
| ۱۰   | جهان گمشده: پارک ژوراسیک  | ۱۹۹۷ | $۶۱۸٬۶۳۸٬۹۹۹   |
| ۱۱   | ماما میا!                 | ۲۰۰۸ | $۶۰۹٬۸۴۱٬۶۳۷   |
| ۱۲   | پنجاه طیف خاکستری         | ۲۰۱۵ | $۵۷۱٬۰۰۶٬۱۲۸   |
| ۱۳   | کینگ کونگ                 | ۲۰۰۵ | $۵۵۰٬۵۱۷٬۳۵۷   |
| ۱۴   | تد                        | ۲۰۱۲ | $۵۴۹٬۳۶۸٬۳۱۵   |
| ۱۵   | من نفرت‌انگیز              | ۲۰۱۰ | $۵۴۳٬۱۱۳٬۹۸۵   |
| ۱۶   | ملاقات با فاکرها          | ۲۰۰۴ | $۵۱۶٬۶۴۲٬۹۳۹   |
| ۱۷   | گردباد                    | ۱۹۹۶ | $۴۹۴٬۴۷۱٬۵۲۴   |
| ۱۸   | بروس قدرتمند              | ۲۰۰۳ | $۴۸۴٬۵۹۲٬۸۷۴   |
| ۱۹   | آرواره‌ها                  | ۱۹۷۵ | $۴۷۰٬۶۵۳٬۰۰۰   |
| ۲۰   | لوسی                      | ۲۰۱۴ | $۴۶۳٬۳۶۰٬۰۶۳   |
| ۲۱   | گلادیاتور                 | ۲۰۰۰ | $۴۵۷٬۶۴۰٬۴۲۷   |
| ۲۲   | The Bourne Ultimatum      | ۲۰۰۷ | $۴۴۲٬۸۲۴٬۱۳۸   |
| ۲۳   | بینوایان                  | ۲۰۱۲ | $۴۴۱٬۸۰۹٬۷۷۰   |
| ۲۴   | بازگشت مومیایی            | ۲۰۰۱ | $۴۳۳٬۰۱۳٬۲۷۴   |
| ۲۵   | وارکرفت                   | ۲۰۱۶ | $۴۲۲٬۲۶۲٬۱۵۵   |

‡—Includes theatrical reissue(s).